# Dondaicha
Dondaicha är en ort i Indien.   Den ligger i distriktet Dhule och delstaten Maharashtra, i den centrala delen av landet, 900 km söder om huvudstaden New Delhi. Dondaicha ligger 163 meter över havet och antalet invånare är 46 018.
Terrängen runt Dondaicha är platt. Runt Dondaicha är det ganska tätbefolkat, med 239 invånare per kvadratkilometer. Dondaicha är det största samhället i trakten. Trakten runt Dondaicha består till största delen av jordbruksmark.